# PR-TF 5.1
El sendero PR-TF 5.1 es una alternativa corta del PR-TF 5. Comienza en Igueste de San Andrés, y termina en El Semáforo, una antigua atalaya de vigilancia de los barcos que llegaban al puerto de Santa Cruz de Tenerife. Todo el recorrido se encuentra dentro del Macizo de Anaga y, la mayor parte, dentro del parque rural de Anaga. La longitud total del recorrido es de 2500 metros, con una fuerte subida inicial de casi 350 metros de desnivel, y una bajada final de unos 100 metros de desnivel. Es importante tener en cuenta que el camino debe hacerse de ida y vuelta, pues El Semáforo solo es accesible por este camino.

## Recorrido
El recorrido empieza en la plaza de San Pedro, en las "Casas de Abajo" de Igueste de San Andrés. Primero se dirige hacia la costa, y luego llanea un poco en dirección al cementerio. Desde aquí, sube como un camino ancho excavado en la roca, sin ninguna posibilidad de pérdida, y con una fuerte pendiente que se mantiene casi todo el recorrido. Se denomina "camino carretero", pues, por sus características, permitía el paso de una carreta tirada por dos mulas, algo indispensable para la construcción del Semáforo. Después de superar el cruce con otro camino que sube hacia la Atalaya de Los Ingleses, empieza a descender hacia El Semáforo, a donde se llega en apenas 10 minutos más de marcha. 